# Cyclura ricordii
Cyclura ricordii е вид влечуго от семейство Игуанови (Iguanidae). Видът е критично застрашен от изчезване.

## Разпространение
Видът е разпространен на остров Испаньола, както в Хаити, така и в Доминиканската република.